# آل خليف (السليل)
آل خليف، هي قرية من فئة (ب) تقع في محافظة السليل، والتابعة لمنطقة الرياض في السعودية. وتبعد آل خليف عن محافظة السليل بمسافة تقارب () كم.